# Lijst van beschermd erfgoed in Erquelinnes
Onderstaande tabel geeft een overzicht van de beschermde erfgoederen in de gemeente Erquelinnes. Het beschermd erfgoed maakt deel uit van het cultureel erfgoed in België.
| Object                                                                                            | Bouwjaar/architect | Deelgemeente | Adres              | Coördinaten                   | Nummer?                | Afbeelding                                                                                        |
| ------------------------------------------------------------------------------------------------- | ------------------ | ------------ | ------------------ | ----------------------------- | ---------------------- | ------------------------------------------------------------------------------------------------- |
| De torens, het hoofdgebouw en de stallen van het kasteelboerderij van Montignies-Saint-Christophe |                    |              |                    | 50° 17' 1" NB, 4° 11' 10" OL  | 56022-CLT-0001-01 Info | De torens, het hoofdgebouw en de stallen van het kasteelboerderij van Montignies-Saint-Christophe |
| De brug genaamd "Pont Romain" te Montignies-Saint-Christophe                                      |                    |              |                    | 50° 16' 58" NB, 4° 10' 58" OL | 56022-CLT-0002-01 Info | De brug genaamd "Pont Romain" te Montignies-Saint-Christophe                                      |
| De Romeinse brug en het omliggende land in Montignies-Saint-Christophe                            |                    |              |                    | 50° 16' 57" NB, 4° 10' 52" OL | 56022-CLT-0003-01 Info | De Romeinse brug en het omliggende land in Montignies-Saint-Christophe                            |
| De kerk van Saint-Médard                                                                          |                    |              |                    | 50° 18' 34" NB, 4° 9' 5" OL   | 56022-CLT-0004-01 Info | De kerk van Saint-Médard                                                                          |
| Het kasteel van Solre-sur-Sambre                                                                  |                    |              |                    | 50° 18' 35" NB, 4° 9' 21" OL  | 56022-CLT-0005-01 Info | Het kasteel van Solre-sur-Sambre                                                                  |
| De toren van het boerderij "Ferme du Clocher" te Solre-sur-Sambre                                 |                    |              |                    | 50° 18' 21" NB, 4° 8' 49" OL  | 56022-CLT-0006-01 Info | De toren van het boerderij "Ferme du Clocher" te Solre-sur-Sambre                                 |
| De kapel van Saint-Antoine te Solre-sur-Sambre                                                    |                    |              |                    | 50° 18' 28" NB, 4° 9' 14" OL  | 56022-CLT-0007-01 Info |                                                                                                   |
| De gevels en daken van gebouwen cvan het boerderij "la Tour" aan de rue Notre-Dame 18             |                    |              | rue Notre-Dame, 18 | 50° 18' 38" NB, 4° 7' 29" OL  | 56022-CLT-0008-01 Info |                                                                                                   |